# 生野陽子
生野 陽子（しょうの ようこ、1984年5月17日 - ）は、フジテレビアナウンサー。

## 来歴
父親は公務員で転校が多く、九州地方で幼稚園2園、小学校5校、中学校2校で学び、1学期在籍して転校もあった。
中学と高校時代は鹿児島市に居住し、福岡県立筑紫中央高等学校へ転校した。
福岡大学法学部法律学科へ進学し、在学中は吹奏楽部で活動してフルートで福岡県大会に出場した。
大学在籍中の2004年4月からタレント活動を始める。2004年4月から2006年9月まで「アサデス。KBC」（九州朝日放送制作）のお天気コーナーで月曜と火曜日のアシスタントを務めた。当時から番組の月曜レギュラーコメンテイターを務めるおすぎと親しい。2004年春に、ほっかほっか亭の九州ローカルテレビCMに出演した。大学の公務員採用試験対策講座を受講するなど公務員の道も考えていた。
2007年4月にフジテレビへ入社する。同期入社に中村光宏、大島由香里らがいる。芸人は「ショーパン」と呼ぶが、同期は「しょーこ」のニックネームで呼ばれる。
生放送の帯番組『めざましテレビ』と『スパイスTV どーも☆キニナル!』を担当した。担当番組の総放送時間は宮根誠司（『おはよう朝日です』降板前）、みのもんた（『おもいッきりイイ!テレビ』終了前）に匹敵した。
2014年9月に同期入社アナウンサーの中村光宏と結婚する。翌年2月8日の結婚式には、SMAPや嵐のメンバーがビデオメッセージを送り、タモリや有吉弘行といった超豪華列席者が揃った。式の司会進行は先輩軽部真一と同期の大島由香里が行い、生野のお色直しでは、白血病闘病中の大塚範一がエスコート。小田和正がめざましテレビの主題歌を生演奏し、めざましファミリー全員で歌唱するといった盛大な披露宴となった。
2018年12月15日に第1子妊娠が報じられ、2019年1月から『プライムニュース』（BSフジ）を休演する。地上波の『プライムニュース イブニング』に2019年3月31日まで出演し、2019年4月1日から出産のために休暇に入る。4月22日に第1子女児を出産して10月7日に産休から復帰する。
2021年4月19日に第2子妊娠が報じられ、6月から産休に入る。8月に第2子の男児を出産する。
2022年4月に復職し、Instagramを始めた。

## 職務経歴

### 2007年
- 6月2日 - めちゃ×2イケてるッ!やべっち寿司に出演。
- 7月13日 - 森田一義アワー 笑っていいとも!で、いわゆる「初鳴き」を果たす。
- 7月28日-29日 - FNS27時間テレビ みんな“なまか”だっ!ウッキー!ハッピー!西遊記!のグランドフィナーレで、新人恒例の「提供読み」。
- 8月 - 社会貢献アナウンサー集団「エコアナ」の一員に。
- 9月24日 - HEY!HEY!HEY!MUSIC CHAMP 見よ!3時間生放送スペシャル横浜アリーナから中継、顔がキャッチライトに当たりHey! Say! JUMPの歌が1回目中継されない放送事故に遭遇。
- 10月1日 - 『めざにゅ〜』のキャスター（月 - 水）として本格的なレギュラー出演を開始。
- 10月15日 - 『ショーパン』開始。「新人アナウンサー冠番組」の第3弾。
- 2007年10月 - ゆりかもめ東京臨海新交通臨海線船の科学館駅（現・東京国際クルーズターミナル駅）の案内アナウンスを2008年3月まで担当。
- 11月1日 - まるまるちびまる子ちゃん「まる子、自分の部屋がほしくなる」で女優デビュー（ランプの精役）。
- 12月23日 - ONE PIECEの「ウソダバダVSチョッパーマン」戦リング・アナウンサー「ショーパン」役で声優デビュー[16]。
- 12月下旬発売の「月刊グラビアザテレビジョン vol.9」2008年2月号で大島由香里とグラビアデビュー。

### 2008年
- 1月1日 - 第45回新春かくし芸大会出演。
- 1月14日 - 草彅・おすぎとピーコの女子アナ2008 ベテランVSヤングに出演。香取慎吾へのインタビューと騙され、「ドッキリ」の洗礼を受ける。
- 1月21日 - 3月 - 資生堂『MAQuillAGE』フジテレビ限定テレビコマーシャルで、平井理央と共に出演。
- 1月25日 - メダマ!?ラジオ（ニッポン放送）に、ドラ☆アナ（ドラリオン宣伝アナウンサー）としてラジオデビュー。
- B.L.T.2008年4月号にインタビュー記事が掲載、2008年5月号から同誌連載開始。
- 4月25日 - アナウンサー自作自演〜ラヴシーン外伝〜（ポニーキャニオン）のDVD出演。
- 9月25日 - 『ショーパン』最終回。番組内のコーナーでブログのタイトルが陽気なサンシャイン子（はるな愛発案）に決定される。
- 10月17日 - 公式ブログ「陽気なサンシャインっ子」開設。『ショーパン』で決定されたタイトルとわずかに異なっているが、その理由は今のところ掲載されていない。
- 10月17日 - 12月12日 - テレビコマーシャル花金TVキャンペーン-Friday nabe Night-[17] で福井家の娘役を演じた。

### 2009年
- 2月10日 - 『めざにゅー』を勇退し、『情報プレゼンター とくダネ!』に移る中野美奈子の後継として 『めざましテレビ』の情報キャスターに昇格することが発表され[18]、3月30日から就任。
- 8月2日 - 南明奈と共にロック・フェスティバル『GIRL POP FACTORY 2009』（zepp tokyo）の司会に抜擢。
- 12月9日 - 『インフルバスターズ』を軽部真一や皆藤愛子と結成、めざましテレビの挿入歌の着うた『インフルバスターズ』で暫定歌手デビュー[19]。

### 2010年
- 1月12日 - 「草彅剛の女子アナスペシャル2010」の「女性アナウンサー歌がうまい王座決定戦」で4位に。
- 1月13日 - 「インフルバスターズ」ミュージック・ビデオが公開される。
- 2月21日 - LOHAS SUNDAY（J-WAVE）出演[20]。
- 8月26日 - 10月より、高島彩に代わって『めざましテレビ』の5代目総合司会に昇格することが発表された[21]。
- 10月4日 - 『めざましテレビ』5代目女性総合司会として登場。
- 12月20日 - 劇団四季のミュージカル『ライオン・キング』東京公演の満12周年特別カーテンコールの直筆書道大看板とともに登壇[22][23]。

### 2014年
- 9月26日 - 同期アナウンサーの中村光宏との婚姻届を提出[6]。同日、4年間務めた『めざましテレビ』女性総合司会を勇退[6]。
- 9月30日 - 『FNNスーパーニュース』メインキャスターとしてこの日より登板[24]。初日は御嶽山噴火の現場リポートであった[24]。

### 2015年
- 3月30日 - 『FNNスーパーニュース』がこの日より『みんなのニュース』と衣替えを行い放送開始。生野は引き続き番組メインキャスターを担当。

### 2024年
- ぽかぽか（2024年7月26日） - 小室瑛莉子の代行（金曜進行）[25]

## 人物

### 趣味・特技
- ドライブ、旅行、アロマ、書道[2]
- 『芸能界特技王決定戦 TEPPEN』の書道対決では、第4回（2012年6月16日）、第7回（2014年1月4日）に参戦したが敗退。3度目の挑戦となる第20回（2020年1月25日）で優勝した。
- プロ野球は地元球団福岡ソフトバンクホークスのファンである[26]。

### 嗜好
- 好きな物は温泉、手紙
- 食べ物：白ご飯、パン、とんこつラーメン、担々麺[27]
- 音楽：ノラ・ジョーンズの曲（映画「マイ・ブルーベリー・ナイツ」も）
- その他：ピンク色が好き

### 苦手
- 動物

### 資格
- 漢字検定2級
- 普通自動車免許
- 書道中等師範免許[22]（書道の段位は特待生を持つ）

### 似てると言われたことがある人物
女子柔道の世界選手権覇者・浅見八瑠奈に似ている。バレーボールワールドカップ2011中継のアスリートゲストで浅見が出演した際に、生野と浅見の2ショット写真を撮影し、生野のブログに掲載されている。

## 出演番組

### フジテレビ入社前
- アサデス。KBC（九州朝日放送、2004年4月 - 2006年9月）

### フジテレビ入社後

#### 報道・情報番組
| 期間          | 期間           | 番組名                            | 役職                         | 担当日      |
| ------------- | -------------- | --------------------------------- | ---------------------------- | ----------- |
| 2007年10月1日 | 2008年9月24日  | めざにゅ～                        | お天気キャスター             | 月 - 水曜日 |
| 2008年9月29日 | 2009年3月25日  | めざにゅ～                        | 情報キャスター               | 月 - 水曜日 |
| 2008年9月29日 | 2010年3月26日  | スパイスTV どーも☆キニナル!       | サブMC                       | 月 - 金曜日 |
| 2007年10月1日 | 2009年3月25日  | めざましテレビ                    | 5時台エンタメ担当            | 月 - 水曜日 |
| 2009年3月30日 | 2010年10月1日  | めざましテレビ                    | 情報キャスター               | 月 - 金曜日 |
| 2010年10月4日 | 2014年9月26日  | めざましテレビ                    | 総合司会（メインキャスター） | 月 - 金曜日 |
| 2014年9月29日 | 2015年3月27日  | FNNスーパーニュース               | メインキャスター             | 月 - 金曜日 |
| 2015年3月30日 | 2017年9月29日  | みんなのニュース                  | メインキャスター             | 月 - 金曜日 |
| 2017年10月7日 | 2018年4月1日   | FNNみんなのニュースWeekend        | メインキャスター             | 土・日曜日  |
| 2018年4月7日  | 2019年3月31日  | プライムニュース イブニング       | 週末版メインキャスター       | 土・日曜日  |
| 2018年4月5日  | 2018年12月28日 | BSフジLIVE プライムニュース       | キャスター                   | 木・金曜日  |
| 2020年4月4日  | 2021年6月27日  | Live News it! → Live News イット! | 週末版メインキャスター       | 土・日曜日  |
| 2022年4月9日  | 現在           | Live News it! → Live News イット! | 週末版メインキャスター       | 土・日曜日  |

- FNNスーパーニュースWEEKEND（2007年7月7日、8月25日）
- わかってちょーだい!（2007年7月18日、7月24日、8月8日）
- 番組ガイド（フジテレビ721・739、2007年7月30日 - 8月12日）
- コンバット（2007年8月20日 - 8月23日）
- チルドレンタイムSP KIDSワークショップ（フジテレビ721、2007年8月26日、9月2日）
- FNNスピーク（2008年2月13日、6月4日、7月21日、7月23日、7月28日）中継レポーター
- 男おばさん 燃えろ!デジタル部（2008年4月8日、11月4日、12月2日、2009年6月5日、9月5日）2008年11月4日と12月2日と2009年9月5日は妄想大喜利出題者及びテレビドラマ『エナミ君の恋人』で本人役
- 一攫千金!日本ルー列島
- とんねるずのみなさんのおかげでした（2007年12月27日、2008年7月17日、10月9日、10月16日、2009年8月6日、10月1日）
- L!VE MAJOR LEAGUE BASEBALL（2007年7月29日 - 2008年8月）
- 脳内エステ IQサプリ（2008年9月13日）サプリ会員アナウンサー・キャスターチーム、椿原慶子とのコンビ席
- BSフジNEWS（月曜朝、2007年7月23日 - 2008年9月22日、2008年3月31日 - 2009年3月23日は天気も担当）
- ショーパン （2007年10月15日 - 2008年9月25日）
- めざにゅ〜（2008年8月28日 - 8月30日）メインキャスター
- アイドリング!!!（フジテレビ721・739・CSHD 2008年4月15日 - 2009年3月）
- アナ☆ログ
- ペケ×ポン（2009年4月24日 - ）進行担当
- はねるのトびら - カミングアウト総選挙進行担当
- フジアナスタジオ まる生
  - 司会担当

（2007年7月28日、8月11日、8月25日、10月20日「砂時計3分間トーク」、12月22日）
- ネプリーグ - 新春ネプリーグ芸能界超常識王決定戦SP（2008年1月3日）女子アナチームで初出場。ネプ大リーグに出演（2008年2月11日）。アナウンサーチームで出演（2009年7月27日）。
- フジポッド「つか金フライデー」
2008年2月1日、2月8日、2月15日配信分
2009年6月26日、7月5日配信分（フジテレビ On Demand動画配信）
- ホンネの殿堂!!紳助にはわかるまいっ（2010年1月22日、2月26日）皆藤愛子休暇代理
- めざましどようびメガ『MOTTOイマドキmega』→『MOTTOいまドキ新発売』ナレーション- 2009年8月15日放送では加藤綾子の代理だが、顔出し出演を果たした。
- 体育倉庫〜ジムくんとゆかいな仲間たち〜（2009年7月5日 - 8月30日、2010年6月13日 - ）チョーバー 役[30]
- めざましテレビ （2007年9月6日、9月7日）お天気キャスター代行（2008年9月15日 - 9月19日）高島彩渡豪により、中野美奈子がメインキャスターを代理したことによる中野担当コーナーの代行。情報キャスター、元気のミナもと・エンタCHo-KanDO!・マスト・キジなど。ちなみにエンタCHo-KanDO!の終盤に行われる「これミ〜ナ！」は生野代行のため「ヨーコ見てね！」となった。尚、この週は杉崎美香が休業した兼ね合いもありめざにゅ〜には出演していない。
- 満天笑店（ミニ番組・土曜 15:20 - 15:25）2007年10月6日 - 2011年3月26日
- 金曜日のキセキ（2010年10月15日 - 2011年6月17日）アシスタント
- 笑っていいとも!（2011年4月4日 - 2014年3月）月曜日テレフォンアナウンサー、スペシャルでは現役アシスタント。
- 天使の美容室〜髪が乾くまで…〜（2011年4月11日 - 2011年9月22日）MC
- 世界は言葉でできている（2011年10月4日 - 2012年4月12日）MC
- ふわふわトーク こんな感じでどうですか?（2012年3月23日 - 2013年12月14日）
- movie@home〜棚を彩る映画たち〜（2012年4月8日 - 2013年9月29日）コンシェルジュ（アシスタント）
- もしもの値段（2013年3月16日）進行
- ぶらぶらサタデー 有吉くんの正直さんぽ（2012年4月21日 - 2019年3月23日、2019年11月2日 - 2021年6月12日、2023年1月2日[31] - ）レギュラー
  - 2015年4月 - 2016年3月は、『正直さんぽ 有吉くんの正直さんぽ』として放送。
- ノンストップ!（月曜ナレーション）

### テレビドラマ
- まるまるちびまる子ちゃん「まる子、自分の部屋がほしくなる」（2007年11月1日）ランプの精役
- ハチミツとクローバー（2008年1月29日）公園を取材するレポーター役
- 33分探偵（2008年8月23日）聞き込み協力者の一人で、食堂で中村仁美の食べた料理を言い当てた本人役
- 魔女裁判（2009年5月9日）裁判所前取材レポーター本人役
- 鍵のかかった部屋（2012年6月4日）

### 映画
- エイプリルフールズ（2015年4月1日公開） - おめざめテレビキャスター 役

## 舞台
- お台場学園2008〜文化祭〜（2008年4月26日 - 5月6日）
- 朗読レジェンド〜源氏物語・宇治十帖〜（2009年7月12日、四谷区民ホール）小君役
- ホワイトシアター（2010年3月27日、フジテレビ マルチシアター）